# Domingo de Rioja

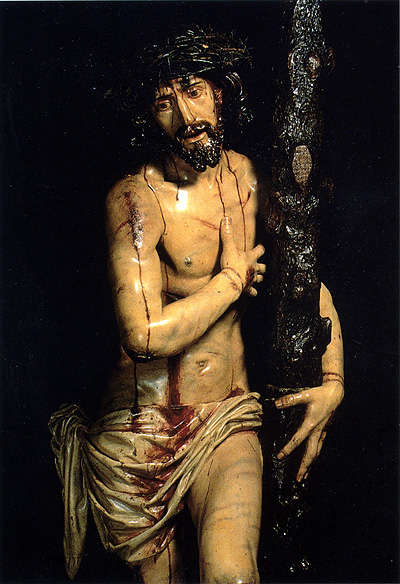
Cristo de la Victoria

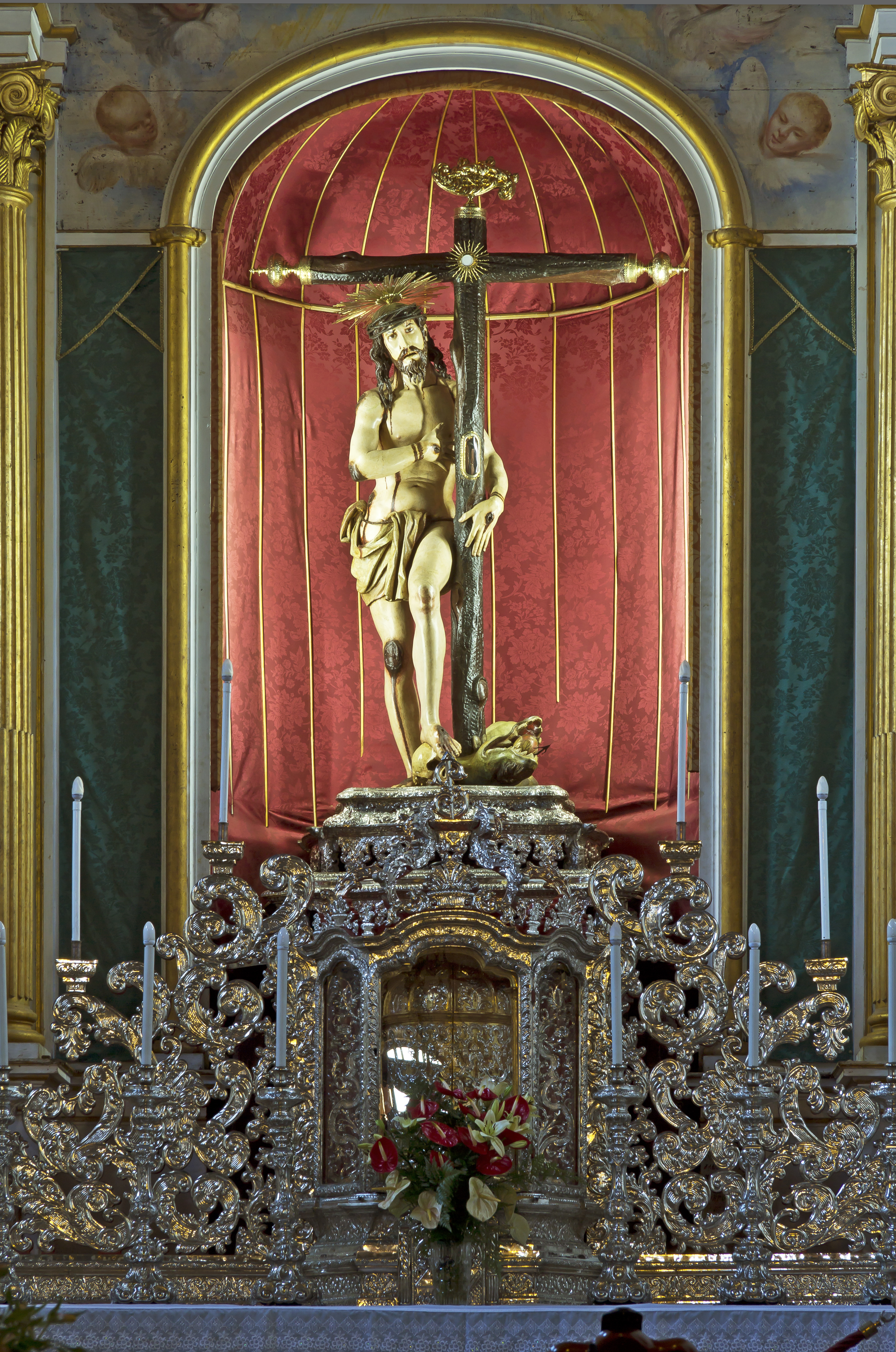
Cristo de Tacoronte

Domingo de Rioja (fallecido en Madrid en 1654) fue un escultor español del periodo barroco que también ejerció como pintor.
Son pocas las obras que se conocen de su mano. Está documentada su actividad en la decoración del Salón de los Espejos del Alcázar, y se sabe que como pintor aparte de sus propias obras, tasó cuadros de otros artistas.
Sus obras más conocidas son el Cristo de la Victoria (encargado en 1630) del Convento de las Agustinas en Serradilla (Cáceres) y el Cristo de Tacoronte situado en el altar mayor de la Iglesia o Santuario del Cristo en el municipio de Tacoronte en Tenerife, a dónde llegó en 1661.
El Cristo Varón de Dolores de la capilla de la Orden Tercera (Madrid) se consideraba una copia del de Serradilla realizada por un artista anónimo, hasta que a raíz del descubrimiento del testamento del escultor este la menciona como obra suya.